# Aretha Franklin
Aretha Louise Franklin, ameriška pevka, igralka, pianistka in aktivistka za človekove pravice, * 25. marec 1942, Memphis, Tennessee, Združene države Amerike, † 16. avgust 2018, Detroit, Michigan, ZDA.
Rodila se je kot hči baptističnega duhovnika in pričela z glasbeno kariero že kot otrok, kot pevka gospelov v njegovi cerkvi v Detroitu. Ko je postala polnoletna, je naredila odmik od cerkvene glasbe in podpisala pogodbo z založbo Columbia Records, pri kateri pa je dosegla le zmeren uspeh. Priznanje in prodajni uspeh je doživela pri založbi Atlantic Records in do konca 1960. let postala znana kot »kraljica soula«. Posnela je vrsto uspešnih albumov, leta 1979 pa se je sprla z založbo in odšla na Arista Records. Naslednje leto je nastopila v filmu The Blues Brothers.
Slovela je po svojem močnem mezzosopranu in kakovostnih interpretacijah hitov. V svoji več kot šestdesetletni karieri je ustvarila 112 singlov, ki so se uvrstili na Billboardove lestvice, kar je rekord za ženske izvajalke. Z več kot 75 milijoni prodanih izvodov albumov je ena najuspešnejših glasbenic vseh časov. Prejela je 18 grammyjev, od tega prvih osem, podeljenih za najboljšo R & B izvajalko v letih 1968 do 1975. Leta 1987 je bila kot prva ženska sprejeta v Hram slavnih rokenrola, prejela pa je tudi predsedniško medaljo svobode.

## Diskografija
Studijski albumi
- Aretha: With The Ray Bryant Combo (1961)
- The Electrifying Aretha Franklin (1962)
- The Tender, the Moving, the Swinging Aretha Franklin (1962)
- Laughing on the Outside (1963)
- Unforgettable: A Tribute to Dinah Washington (1964)
- Runnin' Out of Fools (1964)
- Yeah!!! (1965)
- Soul Sister (1966)
- Take It Like You Give It (1967)
- I Never Loved a Man the Way I Love You (1967)
- Aretha Arrives (1967)
- Lady Soul (1968)
- Aretha Now (1968)
- Soul '69 (1969)
- Soft and Beautiful (1969)
- This Girl's in Love with You (1970)
- Spirit in the Dark (1970)
- Young, Gifted and Black (1972)
- Hey Now Hey (The Other Side of the Sky) (1973)
- Let Me in Your Life (1974)
- With Everything I Feel in Me (1974)
- You (1975)
- Sweet Passion (1977)
- Almighty Fire (1978)
- La Diva (1979)
- Aretha (1980)
- Love All the Hurt Away (1981)
- Jump to It (1982)
- Get It Right (1983)
- Who's Zoomin' Who? (1985)
- Aretha (1986)
- Through the Storm (1989)
- What You See Is What You Sweat (1991)
- A Rose Is Still a Rose (1998)
- So Damn Happy (2003)
- This Christmas, Aretha (2008)
- Aretha: A Woman Falling Out of Love (2011)
- Aretha Franklin Sings the Great Diva Classics (2014)

## Filmografija
- 1972: Black Rodeo (dokumentarni)
- 1980: The Blues Brothers (kot gdč. Murphy)
- 1990: Listen Up: The Lives of Quincy Jones (dokumentarni)
- 1998: Blues Brothers 2000 (kot gdč. Murphy)
- 2003: Tom Dowd & the Language of Music (dokumentarni)
- 2012: The Zen of Bennett (dokumentarni)
- 2013: Muscle Shoals (dokumentarni)